# 檀园 (上海)

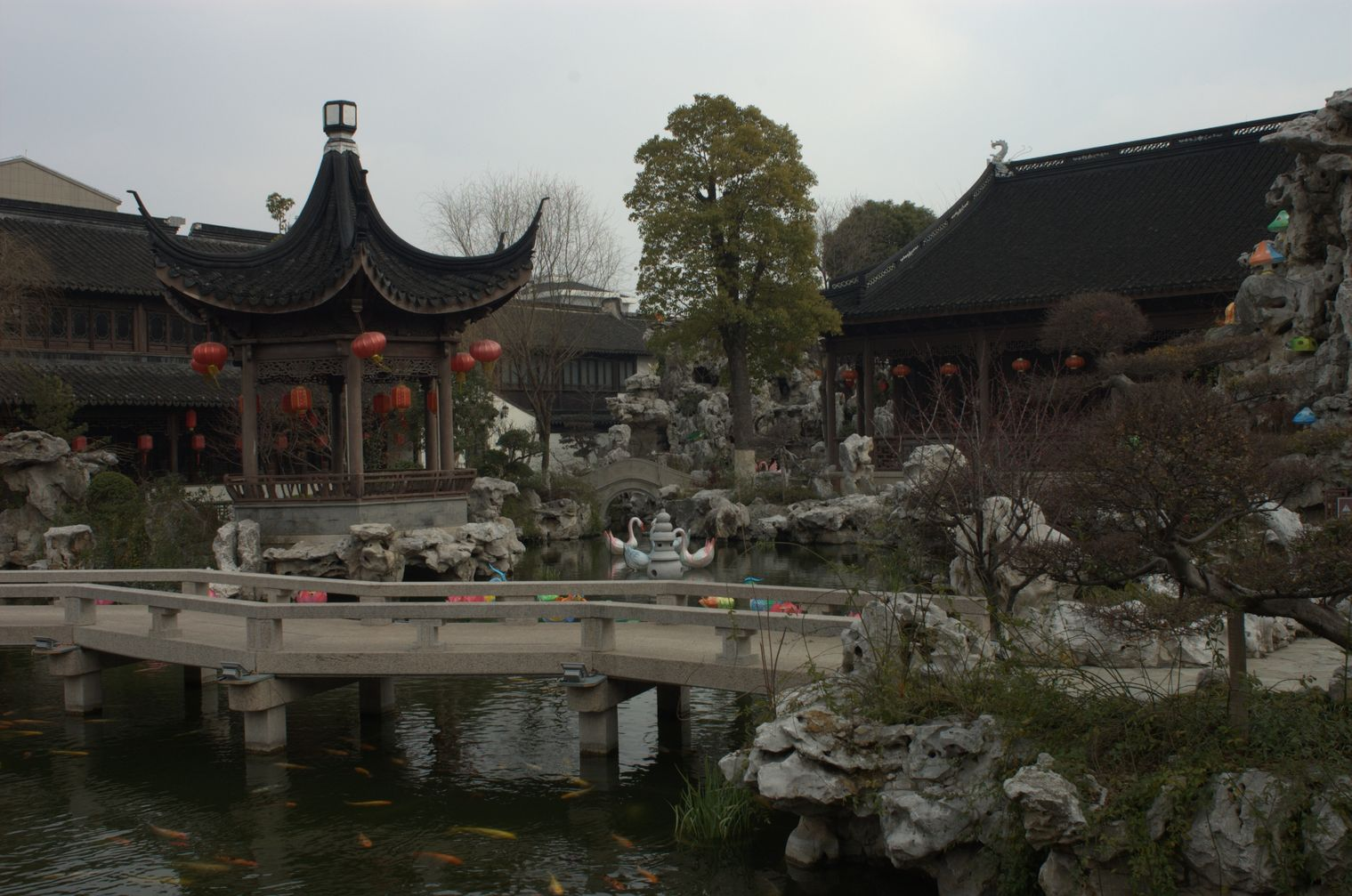
檀园

檀园位于上海市嘉定区南翔镇。

## 历史
檀园原为明代文人李流芳的私家园林，因李流芳号檀园，故以此得名，后毁于明清易代之际。2011年重建后对外开放。